# Волконський Григорій Петрович
Григо́рій Петро́вич Волко́нський (1808—1882) — російський дипломат, дійсний статський радник, гофмейстер (1862).

## Біографія
Походив з роду князів Волконських. Син ясновельможного князя Петра Михайловича Волконського (1776—1852), генерал-фельдмаршала і міністра Імператорського двору та частин; мати — княжна Софія Григорівна Волконська (1785—1868).

### Служба
Отримав домашнє виховання, з 1819 року навчався у Рішельєвському ліцеї в Одесі, але у 1820 році пішов з нього за бажанням батька, який був незадоволений організацією навчальної справи у ліцеї та вирішив відправити сина у Париж, де той і докінчив свою освіту.
Після повернення з-за кордону, у 1822 році Волконський вступив на службу до Колегії іноземних справ студентом. У 1828 році був зарахований до російської місії у Неаполі; у 1829 році став камер-юнкером. З 1830 року посадовець Азійського департаменту, з 1831 по 1839 рік начальник пансіонерів та завідувач археологічною комісією Академії мистецтв у Римі. З 1835 року — камергер, з початку 1840-х років Волконський був у сладі російської місії при папському дворі.
У 1839—1842 роках — помічник попечителя, а у 1842—1845 — попечитель Петербурзької учбової округи, з 1845 року — попечитель Одеської учбової округи. З 1847 року посадовець Міністерства закордонних справ, почесний член Петербурзького університету, з 1850 року почесний член Імператорської Академії мистецтв. У 1852 році був наділений придворним званням «на посаді гофмейстера», у 1862 році — чином гофмейстера.
Помер у Ніцці; тіло князя Волконського було перевезено і поховано у його маєтку у селі Семенівка (село Сеймени, Бессарабської області) поряд з матір'ю. Надалі прах князя Волконського був перепохований тричі. Його друга дружина перепоховала його у соборній церкві м. Акермана. У 1962 році, під час ремонту підлоги церкви, що переобладнали у шкільний спортзал, поховання було сплюндровано та розграбовано, а останки князя та його родичів були перепоховані на міському кладовищі. На початку 1990-х років прах Волконського було перепоховано біля північної стіни Свято-Георгіївського храму.

## Музикант

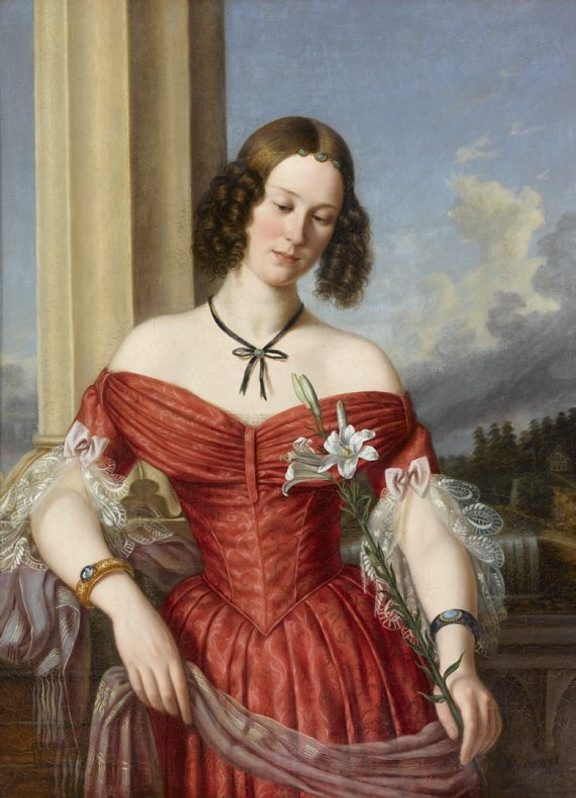
Марія Волконська

Музыкант, за великолепный его бас его прозвали в обществе «второй Лаблаш». Дружил с тенором Рубини. Принадлежал к кружку братьев Виельгорских и В. Ф. Одоевского, где встречался с Пушкиным. Участвуя в спектаклях императорского театра, по словам А. О. Смирновой: «Грегуар Волконский производил фурор своим голосом». Граф Д. М. Бутурлин, сам певец-любитель, писал о голосе Волконского: 
|  | Тембр князя Григория Петровича был довольно сильный, но не скажу, чтобы был очень приятный; звучным нельзя было по-моему назвать его голос, но он наслушался хороших артистов за границею и, как говорят, хорошо и забавно исполнял буффовые арии. |

За спогадами князя С. М. Волконського, Григорій Петрович був типовим представником аристократичної богеми. У Римі, де він жив довгі роки, він був покровителем російських художників. Його палаццо Сальвіаті був єдиним приватним будинком, куди Папа Пій IX відпускав співати співочих Сікстинської капели. Надзвичайно щедрий і марнотратний, він ніколи не купував поштучно, завжди дюжинами. Він був добрий та м'який.

## Сім'я

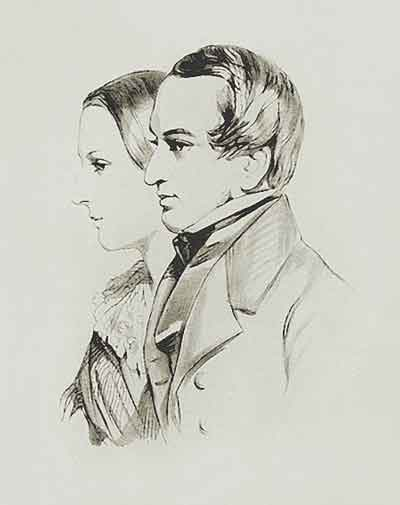
Портрет князя Волконського з першою дружиною (1840)

Перша дружина (з 1838 року) — графиня Марія Олександрівна Бенкендорф (1820—1880), фрейліна, дочка графа А. Х. Бенкендорфа. Учениця Адольфа фон Гензельта, який присвятив їй свій романс у сі-бемоль мінорі. Майже постійно жила за кордоном. За словами сучасниці, княгиня Волконська, «постійна мешканка Риму, була однією з чарівніших жінок, яких можна собі уявити: висока, тонка, з гармонійними, граціозними рухами стрункого тіла, з красивим блідим обличчям та розкішними світлим волоссям». Успадкувала родовий маєток Шлосс-Фалль. Її шлюб не був щасливим і останні дванадцять років життя вона жила окремо від чоловіка, через те що він жив у повному розладі з сім'єю. У шлюбі було двоє дітей:
- Лизавета Григорівна (1838—1897), авторка книжок з католицької апологетики і книги «Рід князів Волконських». Була одружена з російським державним діячем князем Михайлом Сергійовичем Волконським, з яким мала синів: Сергія (1860—1937, російський театральний діяч, режисер, літератор), Петра (1861—1948, предводитель дворянства), Олександра (1866—1934), католицький священик, автор наукових книг) і Володимира (1868—1953, віце-голова Державної Думи).
- Петро Григорович (1843—1896), шталмейстер двору, з середини 1870-х років був хворий нервовим розладом, близьким до божевілля, причиною якого, як говорили, була його дружина — Віра Олександрівна (1848—1924), фрейліна двору і дочка князя А. Д. Львова.

Друга дружина (з 1881 року) — Лідія Олександрівна Ваксель (1834—1897), економка, після смерті Волконського, успадковувала маєток у Бессарабії та все його рухоме майно, проживала в Одесі.